# Whitley megye (Kentucky)
Whitley megye az Amerikai Egyesült Államokban, azon belül Kentucky államban található. Megyeszékhelye Williamsburg, legnagyobb városa Corbin. Lakosainak száma 36 712 fő (2020. április 1.). Whitley megye Campbell, Claiborne, Bell, Knox, Laurel és McCreary megyékkel határos.

## Népesség
A megye népességének változása:
| Lakosok száma | 35 684 | 35 529 | 35 617 | 35 766 | 36 129 | 36 712 |
|               | 2010   | 2011   | 2012   | 2013   | 2015   | 2020   |